# Supercoppa di San Marino
Die Supercoppa di San Marino (bis 2011 Trofeo Federale) ist der nationale Fußball-Supercup San Marinos. Der Wettbewerb wurde 1986 erstmals als offizieller Wettbewerb ausgespielt. Mit jeweils sechs Titeln sind SP La Fiorita und SP Tre Fiori Rekordsieger des Landes.

## Austragungsmodus
Die Supercoppa di San Marino wurde bis 2010 in einem Vierer-Turnier nach Saisonende zwischen den beiden aktuellen Finalisten der Meisterschafts-Playoffs und den beiden Pokalfinalisten ermittelt. Die vier Mannschaften traten im K.-o.-Modus gegeneinander an. Seit 2011 wird der Titel nur noch zwischen dem Meister und dem Pokalsieger in einem Finalspiel entschieden. Ausgerichtet wird die Supercoppa di San Marino vom san-marinesischen Fußballverband.

## Supercupsieger
| - 1986: SP La Fiorita - 1987: SP La Fiorita - 1988: SS Virtus - 1989: AC Libertas - 1990: FC Domagnano - 1991: SP Tre Fiori - 1992: AC Libertas - 1993: SP Tre Fiori - 1994: SC Faetano | - 1995: SS Cosmos - 1996: AC Libertas - 1997: SS Folgore/Falciano - 1998: SS Cosmos - 1999: SS Cosmos - 2000: SS Folgore/Falciano - 2001: FC Domagnano - 2002: SP Cailungo - 2003: SS Pennarossa | - 2004: FC Domagnano - 2005: SP Tre Penne - 2006: SS Murata - 2007: SP La Fiorita - 2008: SS Murata - 2009: SS Murata - 2010: SP Tre Fiori - 2011: SP Tre Fiori - 2012: SP La Fiorita | - 2013: SP Tre Penne - 2014: AC Libertas - 2015: SS Folgore/Falciano - 2016: SP Tre Penne - 2017: SP Tre Penne - 2018: SP La Fiorita - 2019: SP Tre Fiori - 2020: nicht ausgetragen - 2021: SP La Fiorita | - 2022: SP Tre Fiori - 2023: SS Virtus - 2024: SS Virtus |

## Alle Sieger
- SP La Fiorita (6)
- SP Tre Fiori (6)
- AC Libertas (4)
- SP Tre Penne (4)
- SS Virtus (3)
- SS Cosmos (3)
- FC Domagnano (3)
- SS Murata (3)
- SS Folgore/Falciano (3)
- SP Cailungo (1)
- SC Faetano (1)
- SS Pennarossa (1)